# IPhone Pro
iPhone Pro désigne une gamme du smartphone iPhone lancée en novembre 2017 avec l'iPhone X, avant de prendre son nom actuel avec l'iPhone 11 Pro.

## Historique
Il s'agit de la version très haut de gamme de l'iPhone. Il est également proposé en une version plus grande dénommée Pro Max.
Jusqu'en 2017, Apple n'annonce qu'un modèle d'iPhone par an. En 2017, à l'occasion de son dixième anniversaire, il annonce l'iPhone X aux côtés de l'iPhone 8. L'année suivante, il annonce l'iPhone XS, modèle principal, aux côtés de l'iPhone XR, modèle moins cher.
Un an plus tard, Apple change de stratégie, et le modèle le moins coûteux du duo devient le modèle principal. Ainsi, l'iPhone XR est remplacé par l'iPhone 11, et l'iPhone XS par l'iPhone 11 Pro.
La gamme Pro est la première à intégrer les dernières innovations technologiques d’Apple, comme la Dynamic Island sur l’iPhone 14 Pro et le bouton Action sur l’iPhone 15 Pro.
Depuis la sortie de l’iPhone 13 Pro en septembre 2021, seuls les modèles Pro bénéficient de l’écran ProMotion à 120 Hz, offrant une fluidité supérieure pour les animations et les interactions.
Avec l’iPhone 14 Pro et sa puce A16 Bionic, la gamme Pro bénéficie d’un processeur plus puissant par rapport à l’iPhone standard. Le processeur de l’iPhone 15 Pro sera même nommé A17 Pro soulignant ainsi la différence entre les gammes.